# Dodonaea glandulosa
Dodonaea glandulosa là một loài thực vật có hoa trong họ Bồ hòn. Loài này được J.G.West mô tả khoa học đầu tiên năm 1984.